# Коримдик
Коримдык (каз. көрімдік) — вид подарка в казахском традиционном обществе. Вручается тем, кто приходит посмотреть новорожденного или невесту, прибывшую в аул жениха. В казахских празднествах существуют различные виды коримдика, связанные с каде и другими обычаями. Например, при встрече невесты и рождении ребёнка родственники жениха преподносят подарки со словами «құтты болсын» (рус. поздравляем). Дары, преподносимые во время обряда «беташар», также называют коримдик. Сам термин «коримдик» связан с крылатым изречением казахского народа «Орамал тон болмайды — жол болады».